# Karin Seehofer

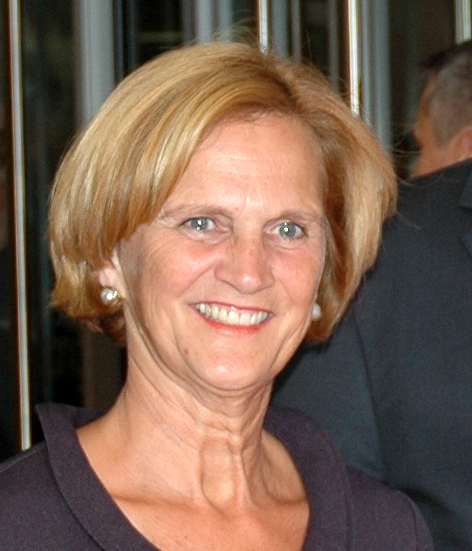
Karin Gabriele Seehofer bei der Eröffnung des 32. Filmfest München 2014

Karin Gabriele Seehofer, geborene Stark, (* April 1958) ist die zweite Ehefrau des ehemaligen bayerischen Ministerpräsidenten und Bundesministers Horst Seehofer.

## Werdegang
Nach Abschluss der Schule absolvierte sie im Landratsamt Eichstätt eine Ausbildung zur Verwaltungsangestellten. Dort lernte sie den damaligen Abteilungsleiter Horst Seehofer kennen, den sie im Dezember 1985 heiratete. Aus der Ehe gingen drei Kinder hervor.
Öffentliche Auftritte an der Seite ihres als Bundesminister wirkenden Mannes blieben zunächst selten. Als er von 2008 bis 2018 Bayerischer Ministerpräsident war, übernahm Karin Seehofer zahlreiche repräsentative Aufgaben. Sie war Schirmherrin mehrerer Einrichtungen im sozialen und karitativen Bereich.

## Ehrungen
Der Freundeskreis der Fregatte Bayern verlieh ihr am 15. Juli 2010 die erste Ehrenmitgliedschaft. Die neue Orchideenzüchtung „Phalaenopsis Karin Seehofer“ trägt seit 2010 ihren Namen. Eine weitere Orchideenzüchtung „Phalaenopsis Karin Gabriele Seehofer“ wurde anlässlich der Neu-Ulmer Orchideentage im Jahr 2012 nach ihrem vollständigen Namen benannt.
Der Förderverein Thomas Wiser Haus e. V. Regenstauf verlieh am 27. September 2013 im Prinz-Carl-Palais in München Karin Seehofer die erste Ehrenmitgliedschaft.